# Tor Paulsson
Tor Björn Änglasjö (tidigare Paulsson), född 9 oktober 1969 i Österhaninge församling, Stockholms län, är en svensk politisk aktivist och tidigare politiker i Sverigedemokraterna fram till 2001 samt Nationaldemokraterna 2001-2004. 
Under aliaset "Tobbe Larsson" driver Paulsson verksamheter som Blågula Korset samt Education4Future. Paulsson är också initiativtagare bakom olika evenemang, till exempel Alternativa Bokmässan och Svenska Bok- och mediamässan.

## Politiskt engagemang
Efter att ha suttit i Sverigedemokraternas ledning som partiorganisatör från och med 1998, uteslöts Paulsson i juni 2001 för att i oktober samma år officiellt grunda Nationaldemokraterna, tillsammans med sin mors sambo Anders Steen, senare partiordförande, och sin mor Marie Sjökvist, senare kassör. Paulsson blev Nationaldemokraternas partiorganisatör och starke man. Efter att ha varit ersättare i kommunfullmäktige i Haninge kommun för Sverigedemokraterna 1998–2002 kandiderade Paulsson för Nationaldemokraterna i valet 2002 i Nykvarns kommun, dock utan att partiet vann några mandat. I Europaparlamentsvalet 2004 kandiderade han som etta på partiets valsedel.

### Nätverket
Under 2010-talet uppmärksammades Paulsson för att ha byggt upp ett nätverk (i media känt som "Nätverket") i syfte att infiltrera Sverigedemokraterna. Nätverket uppgavs ha värvat flera kommunpolitiker, samt den tidigare sverigedemokraten Anna Hagwall, vid tillfället politisk vilde i riksdagen. År 2020 uppgavs Nätverket stå bakom evenemanget Alternativa bokmässan i Stockholm. Nätverket har beskrivits av stiftelsen Expo som en av de centrala aktörerna i den svenska rasideologiska miljön. År 2020 grundade nätverket organisationen Education4Future av bland annat Katerina Janouch.

## Misshandel och dom
Falu tingsrätt dömde Paulsson den 27 juli 2004 till fängelse i ett år och fyra månader för grov misshandel av sin sambo. Straffet sänktes den 1 oktober samma år av Svea hovrätt till tio månaders fängelse för misshandel. På grund av detta uteslöts han ur Nationaldemokraterna.